# Liste de points extrêmes de l'Autriche
 (mars 2023).
Si vous disposez d'ouvrages ou d'articles de référence ou si vous connaissez des sites web de qualité traitant du thème abordé ici, merci de compléter l'article en donnant les références utiles à sa vérifiabilité et en les liant à la section « Notes et références ».

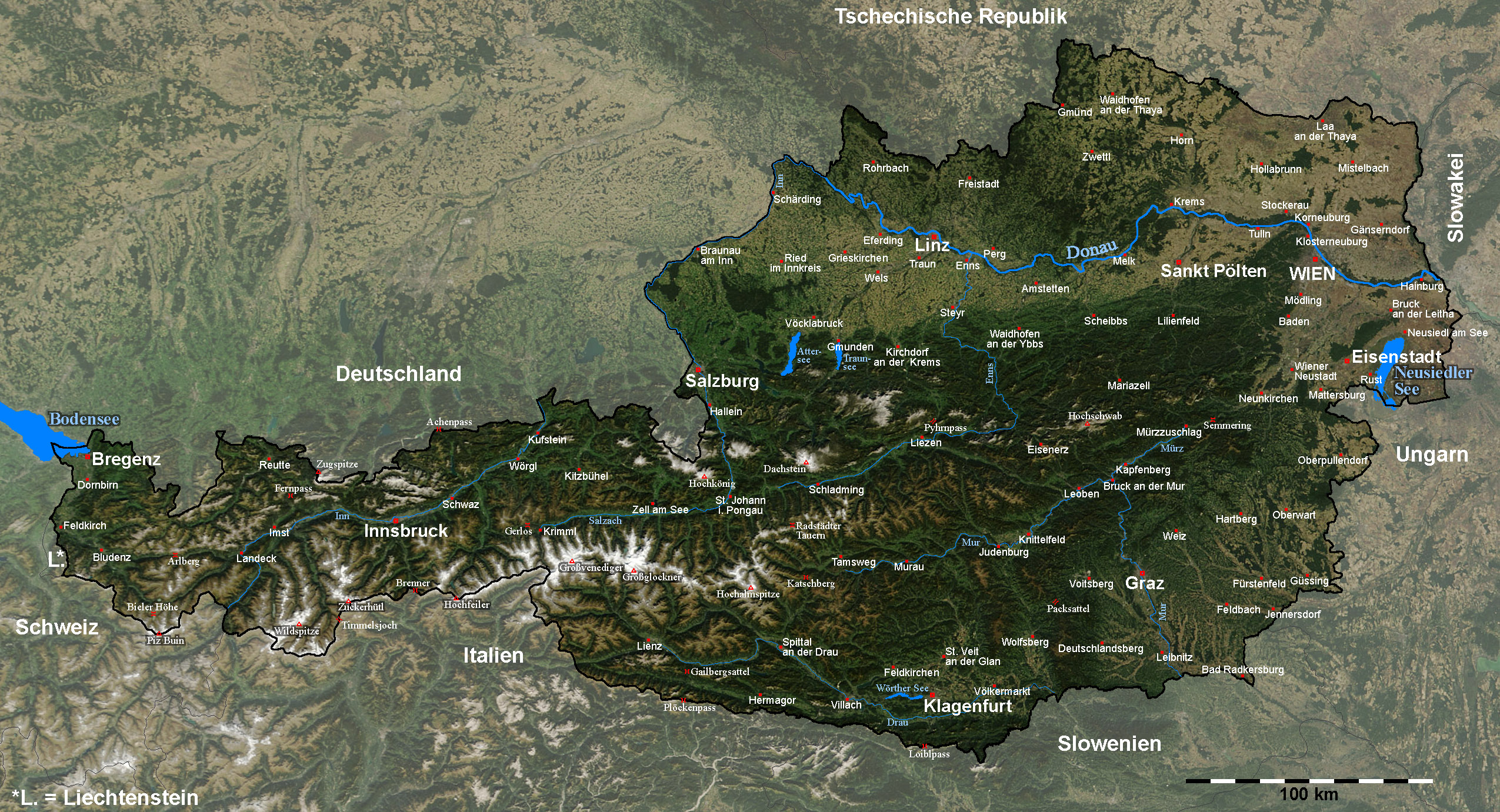
Photo satellite de l'Autriche

Voici une liste de points extrêmes de l'Autriche.

## Latitude et longitude
- Nord : Haugschlag, Basse-Autriche (49° 00′ N, 15° 02′ E)
- Sud : Seeberg, Carinthie (46° 23′ N, 14° 34′ E)
- Ouest : Feldkirch, Vorarlberg (47° 16′ N, 9° 33′ E)
- Est : Deutsch Jahrndorf, Burgenland (48° 00′ N, 17° 09′ E)

## Altitude
- Maximale : Grossglockner, Carinthie / Salzbourg, 3 798 m
- Minimale : Lac de Neusiedl, Burgenland, 115 m